# Nomoclastidae
Famille
Les Nomoclastidae sont une famille d'opilions laniatores. On connaît près d'une trentaine d'espèces dans onze genres.

## Distribution
Les espèces de cette famille se rencontrent se rencontrent en Amérique du Sud et en Amérique centrale.

## Liste des genres
Selon World Catalogue of Opiliones (07/04/2024) :
- Nomoclastinae Roewer, 1943
  - Callcosma Roewer, 1932
  - Globitarsus Roewer, 1913
  - Kichua Pinto-da-Rocha & Bragagnolo, 2017
  - Liomma Roewer, 1959
  - Lisarea Roewer, 1943
  - Meridanatus Roewer, 1943
  - Micropachylus Roewer, 1913
  - Napostygnus Roewer, 1929
  - Nomoclastes Sørensen, 1932
  - Quindina Roewer, 1915
  - Troya Roewer, 1914
- Zamorinae Kury, 1997
  - Zamora Roewer, 1928

## Publication originale
- Roewer, 1943 : « Über Gonyleptiden. Weitere Weberknechte (Arachn., Opil.) XI. » Senckenbergiana, vol. 26, p. 12–68.